# Referendo sobre o ato de sucessão na Dinamarca em 2009

Um diagrama mostrando o mínimo de combinações eleitoral contra os votos a favor para o direito de passar

O referendo dinamarquês de 2009 sobre o ato de sucessão real foi realizado em 7 de junho. Até então, a Constituição dinamarquesa estipulava que as mulheres só podem subir ao trono na falta de herdeiros masculinos, o que para muitos, incluindo o atual primeiro-ministro, Anders Fogh Rasmussen, viola o princípio da igualdade entre homens e mulheres.

## Resultados
O país aprovou por ampla maioria a lei que instaura a igualdade entre homens e mulheres para a sucessão ao trono. A emenda da Constituição foi adotada por 85,4% dos votos favoráveis e 14,6% contra. Em virtude desta lei, o primeiro nascido da família real, tanto menina quanto menino, será o primeiro na ordem de sucessão.  "É um sinal forte que mostra que queremos ser uma sociedade na qual os homens e as mulheres têm as mesmas oportunidades, tanto para as pessoas comuns como para os príncipes e princesas", declarou o primeiro-ministro Lars Loekke Rasmussen. O referendo foi realizado simultaneamente com eleições para o Parlamento europeu, o que ajudou a aumentar o índice de participação para 58,7%, contra os 47,9% em 2004.